# Лычно (Вологодская область)
Лычно — деревня в Устюженском районе Вологодской области.
Входит в состав муниципального образования посёлок имени Желябова (с 1 января 2006 года по 11 января 2007 года входила в Лентьевское сельское поселение), с точки зрения административно-территориального деления — в Лентьевский сельсовет.
Расстояние до районного центра Устюжны по автодороге — 16 км, до центра муниципального образования посёлка имени Желябова по прямой — 5 км. Ближайшие населённые пункты — Оснополье, Селище, Чирец.
Население по данным переписи 2002 года — 83 человека (44 мужчины, 39 женщин). Преобладающая национальность — русские (98 %).
В деревне расположен памятник архитектуры дом Каюкова.